# Square des Peupliers
Ne doit pas être confondu avec Avenue des Peupliers, Place des Peupliers ou Rue des Peupliers (Paris).
Le square des Peupliers est une voie du 13e arrondissement de Paris, en France.

## Situation et accès

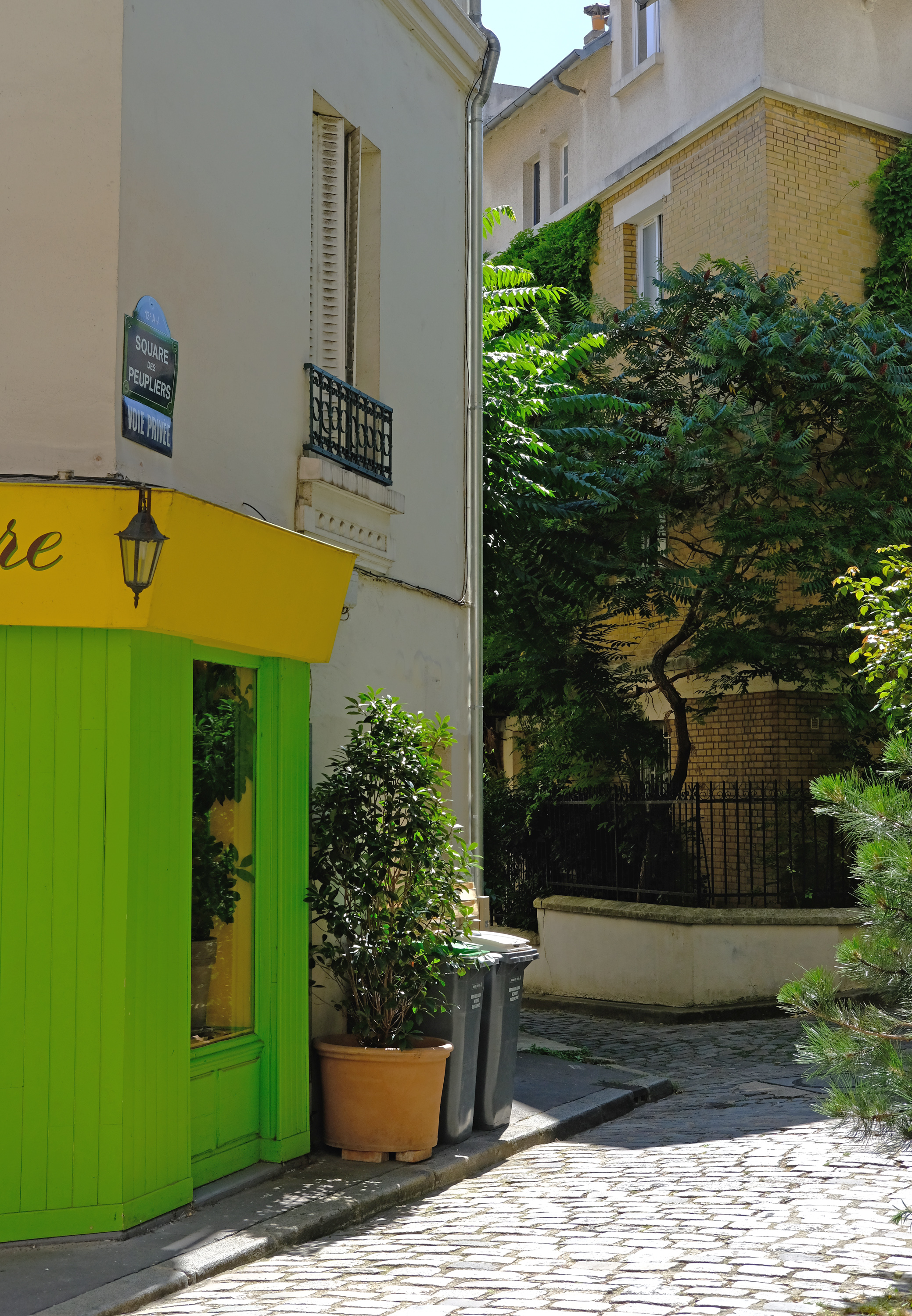
L'entrée du square, rue du Moulin-des-Prés.

Le square des Peupliers est une voie privée de forme triangulaire située dans le 13e arrondissement de Paris, sur le flanc sud de la Butte-aux-Cailles. Elle débute au 72, rue du Moulin-des-Prés ; après quelques mètres, elle se divise en deux tronçons, l'un se dirigeant vers l'ouest, l'autre vers le sud-ouest. Le tronçon partant vers l'ouest oblique après 20 m vers le sud-est et rejoint l'autre tronçon après 30 m. Ce dernier tronçon se termine peu après en impasse.
Le square des Peupliers, situé au centre d'un îlot urbain, entoure donc lui-même un îlot central de forme triangulaire.

## Origine du nom
Son nom provient de sa proximité avec la rue des Peupliers.

## Historique
La voie est ouverte en 1926 et ouverte à la circulation publique le 23 juin 1959.

## Bâtiments remarquables et lieux de mémoire
Le square des Peupliers est bordé de maisons de ville et de petits immeubles. Pavée, la voie est piétonne et les jardinets des différents pavillons sont abondamment arborés, donnant à cette voie une ambiance champêtre particulière.

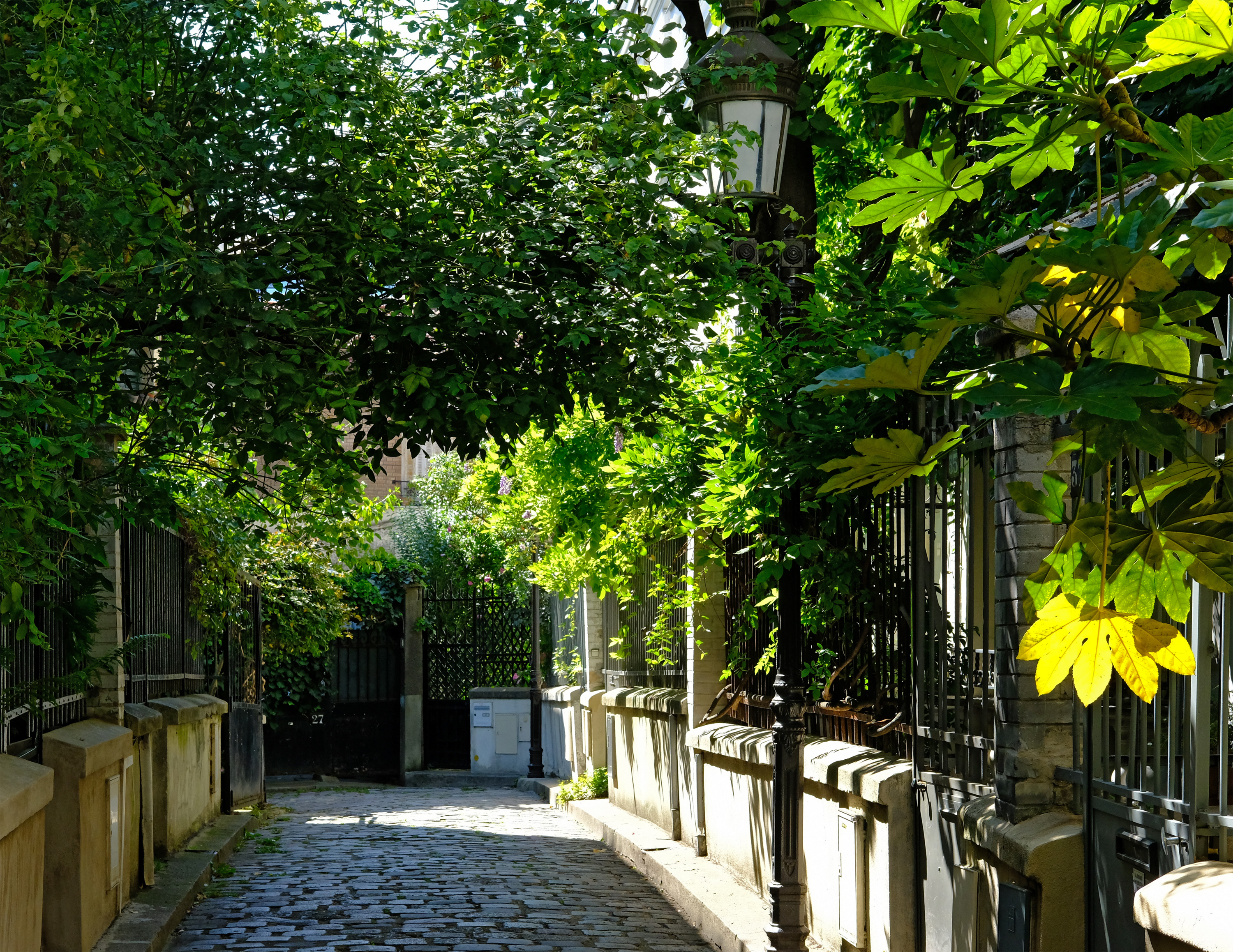
Le square en direction de l'ouest.
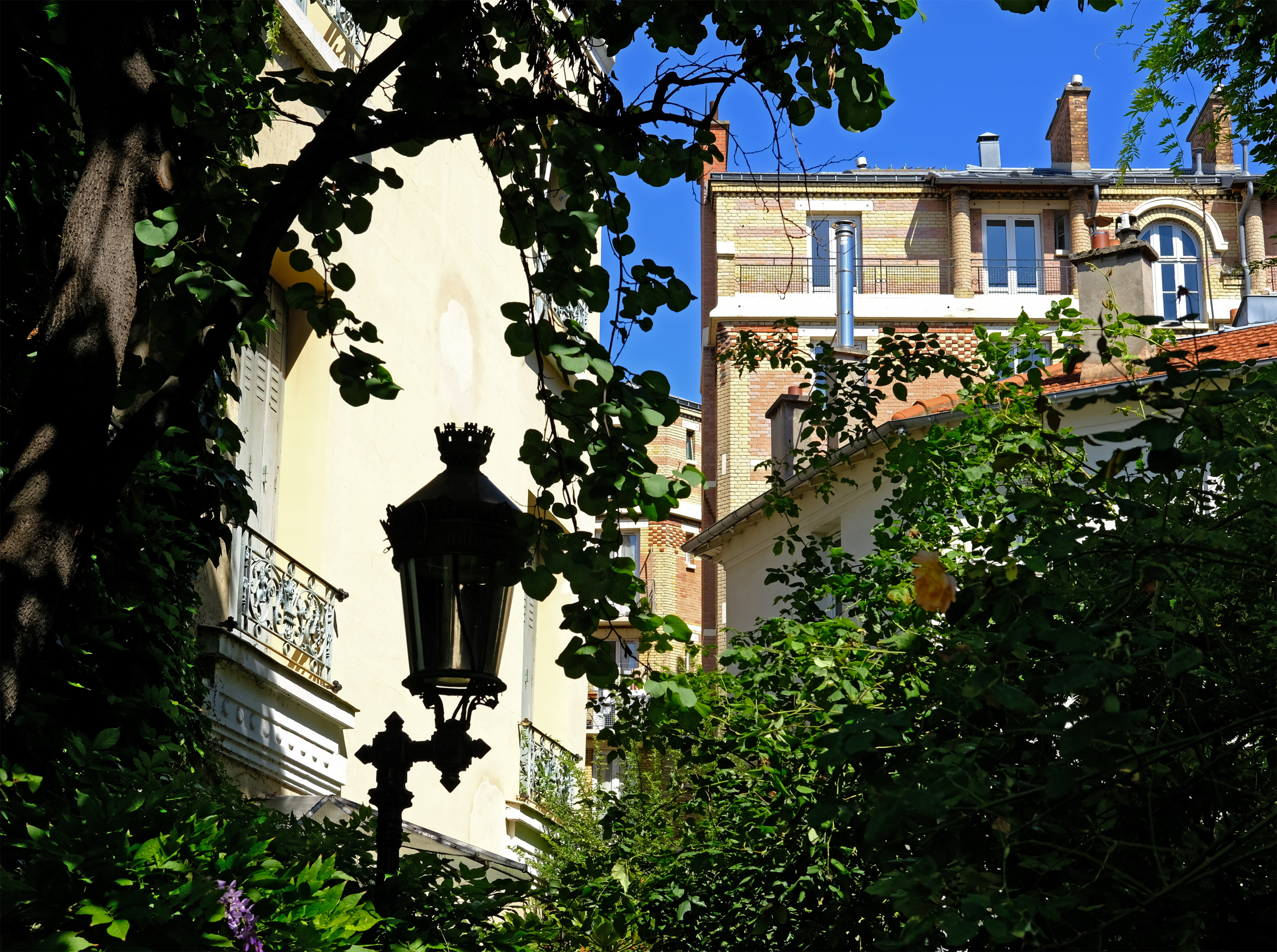
Vue des toits.
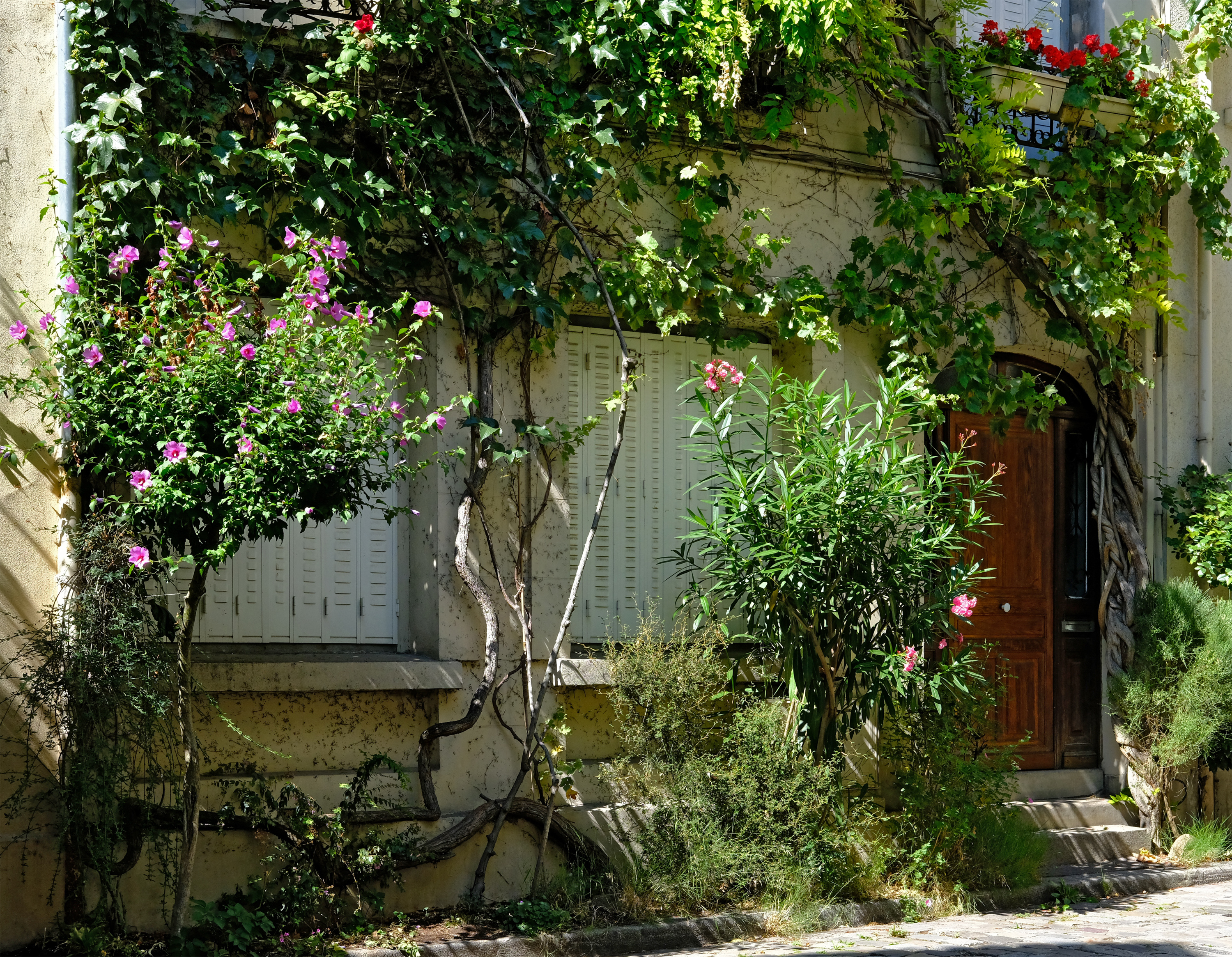
Maison couverte de végétation.